# Raubseeschwalbe
Die Raubseeschwalbe (Hydroprogne caspia, Syn.: Sterna caspia) ist eine Vogelart aus der Ordnung der Regenpfeiferartigen.
Sie ist die größte Art der Familie der Seeschwalben. 

## Systematische Stellung
Durch den Vergleich  mitochondrialer DNA ergab sich, dass die Seeschwalben keine monophyletische Gruppe sind, also nicht denselben Ursprung besitzen. Dementsprechend wird  die Raubseeschwalbe nun in eine eigene Gattung eingeordnet.

## Erscheinungsbild
Raubseeschwalben sind mit einer Länge von 48 bis 55 cm etwas größer als Sturmmöwen. Die Spannweite dieser großen Seeschwalbenart liegt zwischen  96 und 111 Zentimetern. Sie fliegen mit langsameren Flügelschlägen als andere Seeschwalben. Als besondere Kennzeichen haben sie  einen kräftigen roten Schnabel mit meist breitem, dunklem Subterminalband, dunkelbraune Füße und einen wenig gegabelten Schwanz. An der Flügelunterseite erscheinen die Handschwingen dunkel. Im Prachtkleid haben sie eine tiefschwarze Kopfplatte, die im Ruhekleid mit weißen Federn untermischt ist. 
Jungvögel und Weibchen haben ein identisches Gefieder. Die Kopfplatte sowie das Rückengefieder sind hier mit dunkelbraunen Federn vermischt. Ihr Schnabel ist nur matt orangefarben.

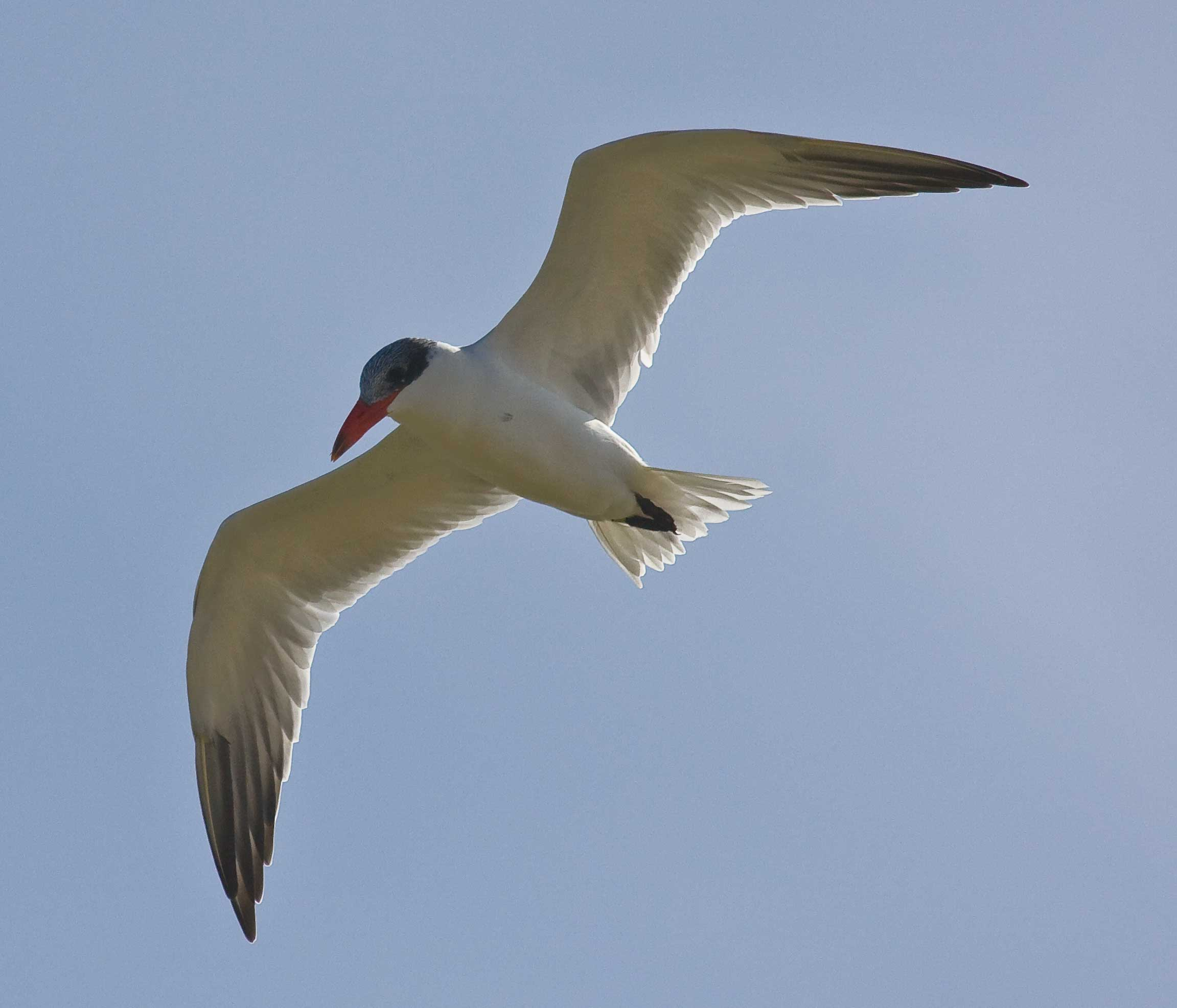
Flugbild einer Raubseeschwalbe im Schlichtkleid

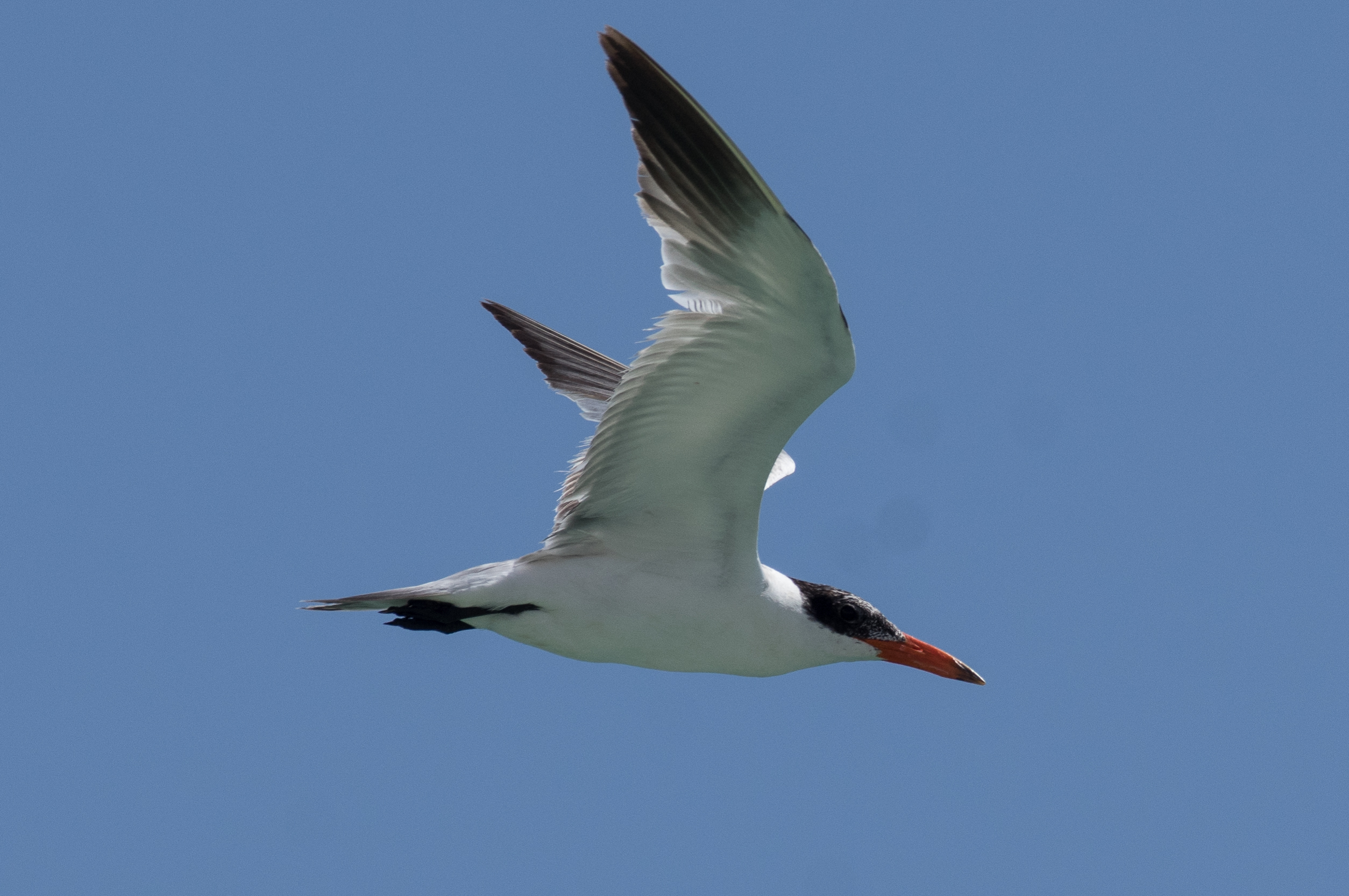
Raubseeschwalbe im Flug

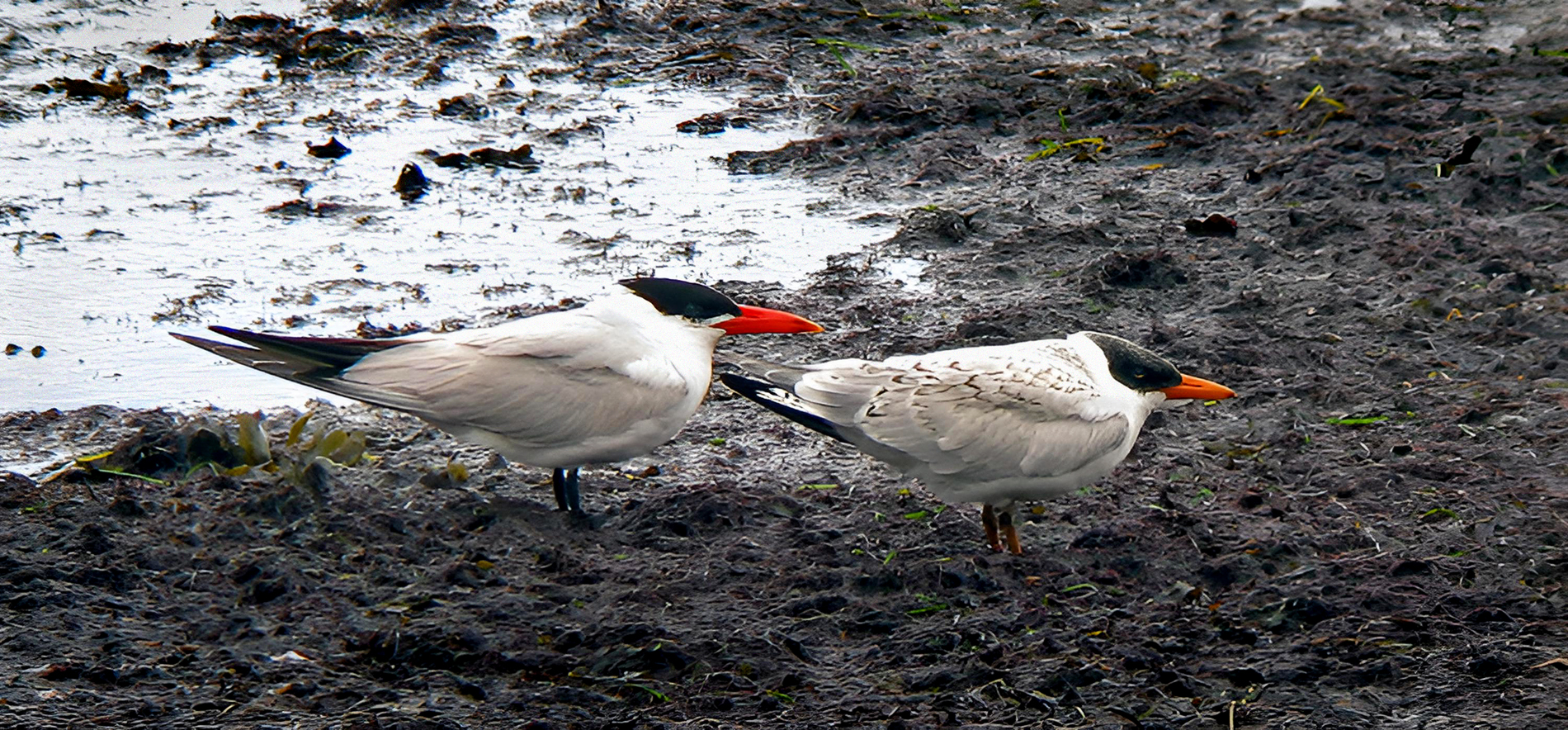
Adult - juvenil. Ystad 2011.

## Lebensraum
Raubseeschwalben nisten in Kolonien an sandigen Meeresküsten und auf Inseln. Auf ihrem Zug sind sie gelegentlich in kleiner Anzahl auch an Binnengewässern zu beobachten.
Raubseeschwalben haben ein sehr großes Verbreitungsgebiet. Sie sind von Nordamerika über Europa bis nach Asien verbreitet und zählen auch zur Fauna Australiens. 
Die nordeuropäischen Raubseeschwalben haben vorrangig Brutkolonien an den nordöstlichen Ostseeküsten und überwintern überwiegend in Westafrika und an den Küsten des Mittelmeers.

## Fortpflanzung

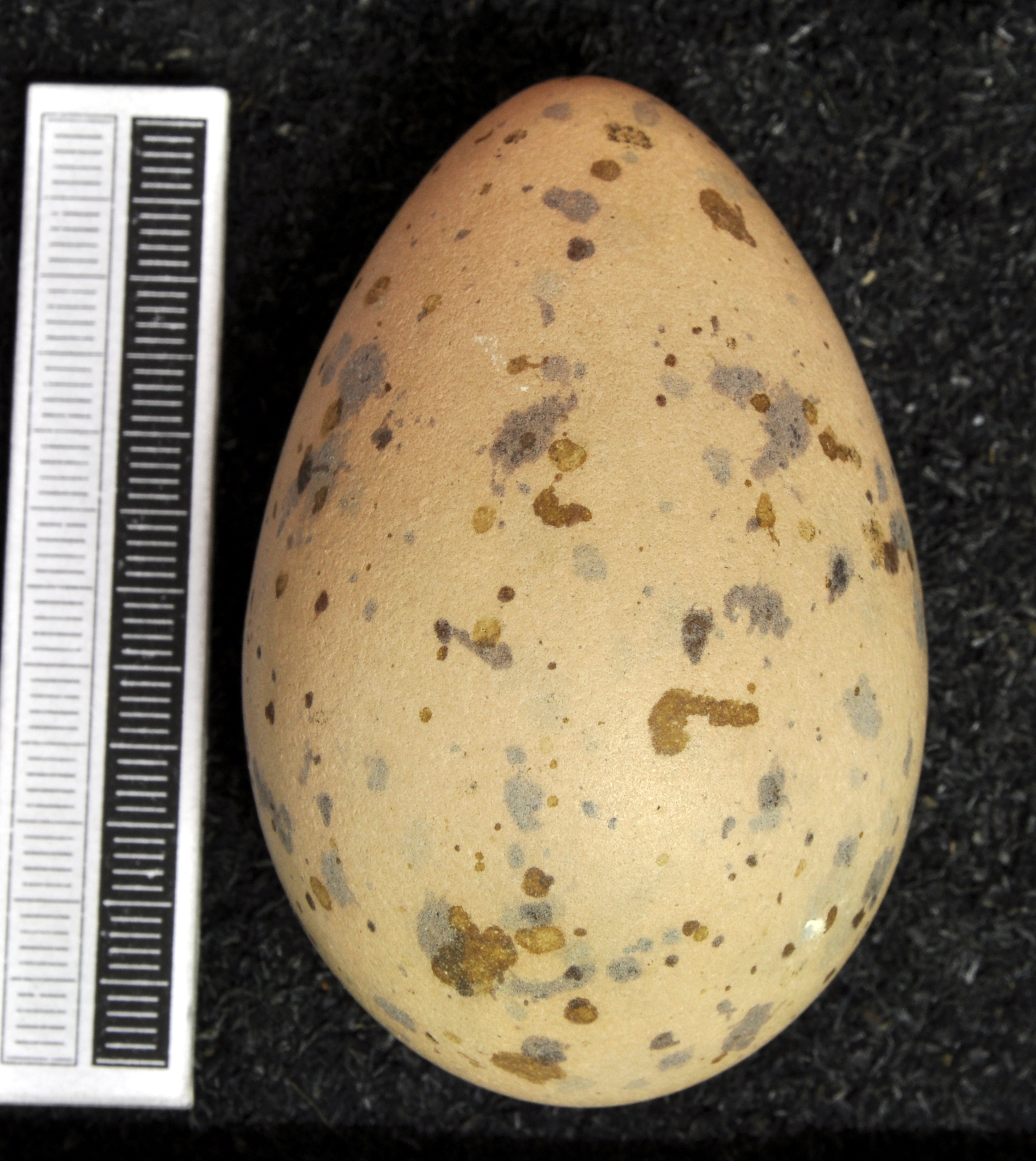
Ei, Sammlung Museum Wiesbaden

Raubseeschwalben haben nur eine Jahresbrut. Das Nest ist eine flache Mulde im Sand. Das Gelege besteht aus zwei bis drei gelblichgrauen Eiern mit dunkelbraunen Flecken. Die Eier werden von beiden Elternvögeln 22 bis 24 Tage lang bebrütet.

## Nahrung und Nahrungserwerb
Raubseeschwalben leben von Fischen, die sie durch Stoßtauchgänge erbeuten. Häufig sind sie zuvor im Rüttelflug zu beobachten. Gelegentlich werden von Raubseeschwalben auch junge Seevögel anderer Arten gefressen.

## Schutzstatus
Die Raubseeschwalbe ist in Deutschland vom Aussterben bedroht (Rote Liste Kategorie 1). Sie ist eine Art des Anhangs I der EU-Vogelschutzrichtlinie (Richtlinie 79/409/EWG).